# German City
German City est une ville fantôme, du comté de Woodbury en Iowa, aux États-Unis.
Les bureaux de la poste sont en service de 1886 à 1903.

## Source de la traduction
- (en) Cet article est partiellement ou en totalité issu de l’article de Wikipédia en anglais intitulé « German City, Iowa » (voir la liste des auteurs).